# Alamagan
Alamagan (max. 744 m n. m.) je ostrov vulkanického původu nacházející se v centrální části tichomořského souostroví Severní Mariany. Ostrov představuje vrchol masivního stratovulkánu a jeho rozloha je 11,12 km². 
Býval osídlený, záznamy z roku 2000 však hovoří pouze o šesti obyvatelích. V září 2009 přes ostrov přešel tajfun Choi-wan, poničil porosty a přinutil zbylé obyvatele k odchodu na Saipan. Podle sčítání lidu z roku 2010 je ostrov neobydlený.
Sopka je v současnosti neaktivní, poslední erupce proběhla asi před 1000 roky.